# Copa del Rey de fútbol 2017-18
La Copa del Rey 2017-18 fue la edición número 114 de dicha competición española. Contó con la participación de los equipos de Primera, Segunda, Segunda B y tercera división, excepto los equipos filiales de otros clubes aunque jueguen en dichas categorías. El torneo empezó el 30 de agosto de 2017 y finalizó el 21 de abril de 2018.
El Fútbol Club Barcelona se proclamó campeón tras vencer al Sevilla Fútbol Club por 5-0 en la final celebrada en el estadio Metropolitano de Madrid. Fue su trigésimo título del torneo y supuso la consecución por parte del equipo catalán de una serie de cuatro campeonatos consecutivos; es el tercer equipo en la historia del torneo en lograr tal hazaña, tras el Athletic Club y el Real Madrid Club de Fútbol. La victoria además le reportó adjudicarse en propiedad el decimocuarto trofeo en disputa.

## Participantes
Tras sellar su presencia en función de su clasificación en las cuatro primeras categorías del sistema de ligas en la temporada 2016-17, disputan la Copa del Rey 2017-18 los siguientes equipos: los veinte equipos participantes de la primera división 2016-17, veintiún equipos participantes de la Segunda División 2016-17 (excluido el Sevilla Atlético como equipo filial), veinticuatro equipos de Segunda División B 2016-17: los cinco mejores clasificados en cada uno de los cuatro grupos, exceptuados los equipos filiales; los cuatro clubes con mayor puntuación, sin distinción de grupos, y los dieciocho equipos campeones de los grupos de tercera división 2016-17 (en caso de que un equipo filial sea campeón de su grupo la plaza se adjudica al equipo no filial mejor clasificado salvo si el primer equipo de dicho filial jugara en Segunda División B y no se clasificara para la copa del rey en cuyo caso iría el primer equipo).
| 1.ª División                | 2.ª División           | 2.ª División "B"          | 3.ª División                   |
| --------------------------- | ---------------------- | ------------------------- | ------------------------------ |
| Granada C.F.                | A.D. Alcorcón          | Lorca F.C.                | Rápido de Bouzas               |
| Málaga C.F.                 | Getafe C.F.            | Real Murcia C.F.          | Real Avilés C.F.               |
| Real Betis                  | Rayo Vallecano         | F.C. Cartagena            | R.S. Gimnástica de Torrelavega |
| Sevilla F. C.               | U.D. Almería           | Cultural Leonesa          | S.C.D. Durango                 |
| R. Sporting de Gijón        | Córdoba C.F.           | S.D. Ponferradina         | U.E. Olot                      |
| F. C. Barcelona             | Cádiz C.F.             | Pontevedra C.F.           | C.D. Olímpic de Xàtiva         |
| R. C. D. Espanyol           | Gimnàstic de Tarragona | Racing de Ferrol          | A.D. Unión Adarve              |
| Deportivo Alavés            | Girona F.C.            | Albacete Balompié         | Gimnástica Segoviana C.F.      |
| Athletic Club               | C.F. Reus Deportiu     | C.D. Toledo               | Antequera C.F.                 |
| S.D. Eibar                  | C.D. Mirandés          | C.F. Fuenlabrada          | Arcos C.F.                     |
| Real Sociedad               | C.D. Numancia          | C.F. Rayo Majadahonda     | S.D. Formentera                |
| R.C. Celta de Vigo          | Real Valladolid C.F.   | C.D. Alcoyano             | U.D. San Fernando              |
| R.C. Deportivo de La Coruña | Elche C. F.            | Hércules de Alicante C.F. | C.F. Lorca Deportiva           |
| C. Atlético de Madrid       | Levante U.D.           | C.F. Badalona             | C.P. Cacereño                  |
| C. D. Leganés               | S. D. Huesca           | Club Lleida Esportiu      | Peña Sport F.C.                |
| Real Madrid C. F.           | Real Zaragoza          | C.F. Villanovense         | C.D. Calahorra                 |
| C.A. Osasuna                | C. D. Lugo             | Mérida A. D.              | S. D. Tarazona                 |
| Valencia C. F.              | R. C. D. Mallorca      | S.D. Leioa                | C.F. Talavera de la Reina      |
| Villarreal C.F.             | Real Oviedo            | Real Unión Club           |                                |
| U. D. Las Palmas            | C.D. Tenerife          | C.D. Atlético Baleares    |                                |
|                             | UCAM Murcia C.F.       | R. Racing de Santander    |                                |
|                             |                        | Marbella F.C.             |                                |
|                             |                        | U.D. Melilla              |                                |
|                             |                        | U.D. Logroñés             |                                |

## Calendario y formato
| Ronda                  | Sorteo                   | Fechas                   | Eliminatorias | Clubes  | Detalles del formato |
| ---------------------- | ------------------------ | ------------------------ | ------------- | ------- | --- |
| Primera ronda          | 28 de julio de 2017      | 30 de agosto de 2017     | 18            | 83 → 65 | Incorporaciones: Clubes participantes de tercera división y Segunda División B. Exentos: un total de 7 equipos de Segunda División B. Formato del sorteo: Los equipos se enfrentan en función de la proximidad. Equipo local: El equipo cuya bola fuera extraída primero. Formato de las eliminatorias: a un partido. Clasificación: los eliminados en esta ronda se clasifican para la Copa Federación. |
| Segunda ronda          | 28 de julio de 2017      | 6 de septiembre de 2017  | 22            | 65 → 43 | Incorporaciones: Clubes participantes de Segunda División. Exentos: un equipo de la primera ronda. Formato del sorteo: Los equipos de Segunda División se enfrentan entre ellos. Equipo local: El equipo cuya bola fuera extraída primero. Formato de las eliminatorias: a un partido. |
| Tercera ronda          | 8 de septiembre de 2017  | 20 de septiembre de 2017 | 11            | 43 → 32 | Exentos: un equipo que aún no haya sido exento. Formato del sorteo: Los equipos de Segunda División se enfrentan entre ellos. Equipo local: El equipo cuya bola fuera extraída primero. Formato de las eliminatorias: a un partido. |
| Dieciseisavos de final | 28 de septiembre de 2017 | 25 de octubre de 2017    | 16            | 32 → 16 | Incorporaciones: Clubes participantes de primera división. Formato del sorteo: Los equipos de primera división que participen en competiciones europeas, se enfrentarán a los equipos de segunda división B y tercera división. Los equipos de Segunda División jugarán contra equipos de primera división. El resto de equipos de segunda división se enfrentarán entre ellos. Equipo local en la ida: El equipo de menor categoría, en caso de ser la misma categoría será el equipo cuya bola fuera extraída primero. Formato de las eliminatorias: a doble partido. |
| Dieciseisavos de final | 28 de septiembre de 2017 | 29 de noviembre de 2017  | 16            | 32 → 16 | Incorporaciones: Clubes participantes de primera división. Formato del sorteo: Los equipos de primera división que participen en competiciones europeas, se enfrentarán a los equipos de segunda división B y tercera división. Los equipos de Segunda División jugarán contra equipos de primera división. El resto de equipos de segunda división se enfrentarán entre ellos. Equipo local en la ida: El equipo de menor categoría, en caso de ser la misma categoría será el equipo cuya bola fuera extraída primero. Formato de las eliminatorias: a doble partido. |
| Octavos de final       | 5 de diciembre de 2017   | 3 de enero de 2018       | 8             | 16 → 8  | Formato del sorteo: Todos contra todos. Equipo local en la ida: El equipo de menor categoría, en caso de ser la misma categoría será el equipo cuya bola fuera extraída primero. Formato de las eliminatorias: a doble partido. |
| Octavos de final       | 5 de diciembre de 2017   | 10 de enero de 2018      | 8             | 16 → 8  | Formato del sorteo: Todos contra todos. Equipo local en la ida: El equipo de menor categoría, en caso de ser la misma categoría será el equipo cuya bola fuera extraída primero. Formato de las eliminatorias: a doble partido. |
| Cuartos de final       | 12 de enero de 2018      | 17 de enero de 2018      | 4             | 8 → 4   | Formato del sorteo: Todos contra todos. Equipo local en la ida: El equipo cuya bola fuera extraída primero. Formato de las eliminatorias: a doble partido. |
| Cuartos de final       | 12 de enero de 2018      | 24 de enero de 2018      | 4             | 8 → 4   | Formato del sorteo: Todos contra todos. Equipo local en la ida: El equipo cuya bola fuera extraída primero. Formato de las eliminatorias: a doble partido. |
| Semifinales            | 26 de enero de 2018      | 31 de enero de 2018      | 2             | 4 → 2   | Formato del sorteo: Todos contra todos. Equipo local en la ida: El equipo cuya bola fuera extraída primero. Formato de las eliminatorias: a doble partido. |
| Semifinales            | 26 de enero de 2018      | 7 de febrero de 2018     | 2             | 4 → 2   | Formato del sorteo: Todos contra todos. Equipo local en la ida: El equipo cuya bola fuera extraída primero. Formato de las eliminatorias: a doble partido. |
| Final                  | 26 de enero de 2018      | 21 de abril de 2018      | 1             | 2 → 1   | Estadio: neutral, a ser designado por la RFEF. Formato de las eliminatorias: a un partido. Clasificación: el ganador se clasifica para la fase de grupos de la Liga Europa de la UEFA y juega contra el campeón de liga en la Supercopa de España. |

- Cuando al término de los minutos reglamentarios se mantenga el empate, se jugará una prórroga, si el empate persiste, se decidirá con tiros desde el punto penal.

## Rondas previas

### Primera ronda
Disputaron la primera ronda del torneo los 43 equipos (excepto los equipos exentos) de Segunda División B y tercera división, de los cuales siete de Segunda División B fueron exentos. El sorteo se celebró el 28 de julio de 2017 en la Ciudad del Fútbol de Las Rozas. La eliminatoria se decidió a partido único entre el 30 de agosto y el 6 de septiembre de 2017, en el campo de los clubes cuyas bolas del sorteo fueron extraídas en primer lugar el día del sorteo.

Clubes exentos (07/ siete): C.D. Atlético Baleares, Racing de Ferrol, Hércules de Alicante C.F., R. C. D. Mallorca, C.D. Alcoyano, C.F. Fuenlabrada y Mérida A.D.
| 31 de agosto de 2017, 20:45 | C.F. Talavera de la Reina | 1:0 (0:0) | C.D. Toledo | Estadio El Prado, Talavera de la Reina                |                                                       |
|                             | - Espinar 78'             | Reporte   |             | Asistencia: 3.000 espectadores Árbitro(s): Muñiz Ruiz | Asistencia: 3.000 espectadores Árbitro(s): Muñiz Ruiz |

| 30 de agosto de 2017, 20:45 | C.F. Rayo Majadahonda | 0:1 (0:0) | A.D. Unión Adarve | Miniestadio Cerro del Espino, Majadahonda                |                                                          |
|                             |                       | Reporte   | - 60' Fran García | Asistencia: 800 espectadores Árbitro(s): Sánchez Sánchez | Asistencia: 800 espectadores Árbitro(s): Sánchez Sánchez |

| 30 de agosto de 2017, 20:30 | S.D. Ponferradina              | 2:0 (1:0) | Rápido de Bouzas | Estadio El Toralín, Ponferrada                           |                                                          |
|                             | - Álvaro Moreno 19' - Ríos 81' | Reporte   |                  | Asistencia: 2.500 espectadores Árbitro(s): Gálvez Rascón | Asistencia: 2.500 espectadores Árbitro(s): Gálvez Rascón |

| 30 de agosto de 2017, 20:00 | Gimnástica Segoviana C.F.       | 2:0 (1:0) | Pontevedra C.F. | Estadio municipal de La Albuera, Segovia                 |                                                          |
|                             | - Ayrton 21' - Dani Calleja 65' | Reporte   |                 | Asistencia: 1.340 espectadores Árbitro(s): Fuente Martín | Asistencia: 1.340 espectadores Árbitro(s): Fuente Martín |

| 30 de agosto de 2017, 20:30 | U.D. Logroñés                                  | 4:0 (1:0) | Real Avilés C.F. | Estadio Las Gaunas, Logroño                          |                                                      |
|                             | - Rayco 21' - Ñoño 54' - Ramiro 70' - Soti 89' | Reporte   |                  | Asistencia: 2.610 espectadores Árbitro(s): Díez Cano | Asistencia: 2.610 espectadores Árbitro(s): Díez Cano |

| 30 de agosto de 2017, 20:00 | R.S. Gimnástica de Torrelavega | 0:3 (0:2) | S.C.D. Durango                             | Estadio de El Malecón, Torrelavega                        |                                                           |
|                             |                                | Reporte   | - 1' Ekain - 38' Beñat - 71' Ekaitz Molina | Asistencia: 400 espectadores Árbitro(s): Fernández Buergo | Asistencia: 400 espectadores Árbitro(s): Fernández Buergo |

| 30 de agosto de 2017, 18:00 | C.D. Calahorra | 1:0 (1:0) | Real Unión Club | Estadio La Planilla, Calahorra                        |                                                       |
|                             | - Cristian 4'  | Reporte   |                 | Asistencia: 500 espectadores Árbitro(s): Recio Moreno | Asistencia: 500 espectadores Árbitro(s): Recio Moreno |

| 30 de agosto de 2017, 19:00 | Peña Sport F.C. | 1:2 (1:0) | C.D. Mirandés                  | Estadio de San Francisco, Tafalla                         |                                                           |
|                             | - Socorro 29'   | Reporte   | - 73' Camacho - 90'+3' Cervero | Asistencia: 300 espectadores Árbitro(s): González Esteban | Asistencia: 300 espectadores Árbitro(s): González Esteban |

| 30 de agosto de 2017, 20:00 | S.D. Leioa      | 2:1 (1:0) | R. Racing de Santander | Sarriena, Lejona                                           |                                                            |
|                             | - Eneko 28' 89' | Reporte   | - 70' Héber            | Asistencia: 200 espectadores Árbitro(s): Hernández Lorenzo | Asistencia: 200 espectadores Árbitro(s): Hernández Lorenzo |

| 30 de agosto de 2017, 19:00 | C.F. Badalona                         | 2:2 (2:0) (t. s.)(1:3 p.)  | Elche C.F.                                | Estadio municipal de Badalona, Badalona                 |                                                         |
|                             | - Rubén Sánchez 19' - Rivas 37'       | Reporte                    | - 65' Lolo Pla - 75' Kaba                 | Asistencia: 1.500 espectadores Árbitro(s): Sánchez Alba | Asistencia: 1.500 espectadores Árbitro(s): Sánchez Alba |
|                             |                                       | Tiros desde el punto penal |                                           |                                                         |                                                         |
|                             | Albarrán · Serramitja · Kevin · Cosme |                            | Gonzalo · Iván Calero · Benja · Collantes |                                                         |                                                         |

| 6 de septiembre de 2017, 20:30 | S.D. Formentera                                                                 | 1:1 (0:0, 1:1) (t. s.)(5:4 p.) | S.D. Tarazona                                                                                                | Estadio municipal de Sant Francesc, San Francisco Javier |                          |
|                                | - Bonilla 89'                                                                   | Reporte                        | - 90'+1' Casero                                                                                              | Árbitro(s): Barceló Roca                                 | Árbitro(s): Barceló Roca |
|                                |                                                                                 | Tiros desde el punto penal     | |                                                          |                          |
|                                | Liñán · Bruno Vinicius · Juan Antonio Sánchez · Nando Quesada · Samuel San José |                                | Acierto de penal · Acierto de penal · Acierto de penal · Acierto de penal · Fallo de penal (Para el portero) |                                                          |                          |

| 30 de agosto de 2017, 20:30 | C.D. Olímpic de Xàtiva                       | 1:1 (0:1) (t. s.)(4:5 p.)  | U.E. Olot                                                | Estadio de la Murta, Játiva                             |                                                         |
|                             | - Carrascosa 49'                             | Reporte                    | - 6' Mas                                                 | Asistencia: 750 espectadores Árbitro(s): Mohamed Massat | Asistencia: 750 espectadores Árbitro(s): Mohamed Massat |
|                             |                                              | Tiros desde el punto penal |                                                          |                                                         |                                                         |
|                             | Trujillo · Yeray · Tobías · Ducó · Javi Boix |                            | Pedro del Campo · Héctor Simón · Barnils · Alfredo · Mas |                                                         |                                                         |

| 30 de agosto de 2017, 21:30 | F.C. Cartagena            | 2:1 (0:0, 1:1) (1:0 t. s.) | UCAM Murcia C.F. | Estadio Cartagonova, Cartagena                            |                                                           |
|                             | - Moisés 67' - Jesús 119' | Reporte                    | - 83' Isi        | Asistencia: 5.750 espectadores Árbitro(s): Mirallés Selma | Asistencia: 5.750 espectadores Árbitro(s): Mirallés Selma |

| 30 de agosto de 2017, 20:30 | Real Murcia C.F.           | 3:1 (2:0) | C.P. Cacereño | Estadio Nueva Condomina, Murcia                             |                                                             |
|                             | - Víctor Curto 26' 42' 55' | Reporte   | - 83' Isi     | Asistencia: 4.350 espectadores Árbitro(s): Montero de Lerma | Asistencia: 4.350 espectadores Árbitro(s): Montero de Lerma |

| 30 de agosto de 2017, 20:45 | Antequera C.F.                | 2:0 (0:0) | Arcos C.F. | Estadio El Maulí, Antequera                               |                                                           |
|                             | - Luisillo 50' - Juanillo 56' | Reporte   |            | Asistencia: 2.000 espectadores Árbitro(s): Santos Pargaña | Asistencia: 2.000 espectadores Árbitro(s): Santos Pargaña |

| 30 de agosto de 2017, 21:00 | C.F. Lorca Deportiva         | 3:1 (2:0) | C.F. Villanovense | Estadio Francisco Artés Carrasco, Lorca                    |                                                            |
|                             | - Luismi 15' 69' - Pedro 18' | Reporte   | - 87' Allyson     | Asistencia: 1.350 espectadores Árbitro(s): Guzmán Mansilla | Asistencia: 1.350 espectadores Árbitro(s): Guzmán Mansilla |

| 30 de agosto de 2017, 21:00 | U.D. San Fernando | 1:2 (0:0, 1:1) (0:1 t. s.) | Marbella F.C.                   | Estadio de Maspalomas, Maspalomas                       |                                                         |
|                             | - Karim 58'       | Reporte                    | - 66' Ferrón - 114' José Alonso | Asistencia: 1.000 espectadores Árbitro(s): Muñoz Piedra | Asistencia: 1.000 espectadores Árbitro(s): Muñoz Piedra |

| 30 de agosto de 2017, 20:30 | Club Lleida Esportiu | 1:0 (0:0) | U.D. Melilla | Camp d'Esports, Lérida                                  |                                                         |
|                             | - Iván Agudo 71'     | Reporte   |              | Asistencia: 400 espectadores Árbitro(s): Bosch Domenech | Asistencia: 400 espectadores Árbitro(s): Bosch Domenech |

### Segunda ronda
La segunda ronda del torneo la disputan los dieciocho vencedores de la primera ronda y los siete equipos exentos de la misma; y los veinte equipos de Segunda División de los cuales uno fue exento. Los equipos de Segunda deben, obligatoriamente, enfrentarse entre sí. El sorteo se celebró el 28 de julio de 2017 en la Ciudad del Fútbol de Las Rozas. Las eliminatorias se jugaron a partido único entre el 5 y el 7 de septiembre de 2017, en los campos de los clubes cuyas bolas del sorteo fueron extraídas en primer lugar.

Club exento: S.D. Formentera
| 6 de septiembre de 2017, 20:45 | Elche C.F.                                 | 3:2 (1:1, 1:1) (2:1 t. s.) | S.C.D. Durango                  | Estadio Martínez Valero, Elche                                |                                                               |
|                                | - Lolo Pla 42' - Sory 94' - Collantes 101' | Reporte                    | - 18' Abasolo - 105' Uribesalgo | Asistencia: 7.115 espectadores Árbitro(s): Sánchez Villalobos | Asistencia: 7.115 espectadores Árbitro(s): Sánchez Villalobos |

| 6 de septiembre de 2017, 19:00 | U.E. Olot            | 1:0 (0:0) (1:0 t. s.) | C.D. Alcoyano | Estadio municipal de Olot, Olot                        |                                                        |
|                                | - Alberto Toril 104' | Reporte               |               | Asistencia: 735 espectadores Árbitro(s): Monter Solans | Asistencia: 735 espectadores Árbitro(s): Monter Solans |

| 6 de septiembre de 2017, 21:30 | Real Murcia C.F.                                    | 4:1 (1:0) | Racing de Ferrol | Nueva Condomina, Murcia                                    |                                                            |
|                                | - Álex Ortiz 35' - Elady 55' - Víctor Curto 79' 87' | Reporte   | - 71' Gonzalo    | Asistencia: 4.325 espectadores Árbitro(s): Escriche Guzmán | Asistencia: 4.325 espectadores Árbitro(s): Escriche Guzmán |

| 6 de septiembre de 2017, 20:30 | R. C. D. Mallorca                                        | 0:0 (t. s.)(3:4 p.)        | Club Lleida Esportiu                                   | Iberostar Estadio, Palma de Mallorca |                                |
|                                |                                                          | Reporte                    |                                                        | Árbitro(s): Caparrós Hernández       | Árbitro(s): Caparrós Hernández |
|                                |                                                          | Tiros desde el punto penal |                                                        |                                      |                                |
|                                | Rufo · Pierre Cornud · Cano · Álex López · Salva Sevilla |                            | Marc Trilles · Fernando Pumar · Moussa Bandeh · Andriu |                                      |                                |

| 6 de septiembre de 2017, 20:45 | C.F. Talavera de la Reina         | 3:1 (0:0) | Antequera C.F.      | Estadio El Prado, Talavera de la Reina                   |                                                          |
|                                | - Jesús 55' 67' - Cristian 90'+4' | Reporte   | - 57' Dani del Pozo | Asistencia: 2.500 espectadores Árbitro(s): Montes García | Asistencia: 2.500 espectadores Árbitro(s): Montes García |

| 6 de septiembre de 2017, 20:30 | C.F. Fuenlabrada           | 2:0 (1:0) | Mérida A.D. | Estadio Fernando Torres, Fuenlabrada |                            |
|                                | - Portilla 30' - Dioni 87' | Reporte   |             | Árbitro(s): Escudero Marín           | Árbitro(s): Escudero Marín |

| 6 de septiembre de 2017, 20:30 | S.D. Ponferradina | 1:0 (0:0) | C.D. Atlético Baleares | El Toralin, Ponferrada                                     |                                                            |
|                                | - Cidoncha 56'    | Reporte   |                        | Asistencia: 2.500 espectadores Árbitro(s): Martínez Santos | Asistencia: 2.500 espectadores Árbitro(s): Martínez Santos |

| 6 de septiembre de 2017, 20:00 | Marbella F.C. | 1:2 (1:0) | Gimnástica Segoviana C.F.      | Estadio municipal de Marbella, Marbella |                            |
|                                | - Corpas 27'  | Reporte   | - 66' Quino - 72' Dani Calleja | Árbitro(s): Campos Salinas              | Árbitro(s): Campos Salinas |

| 6 de septiembre de 2017, 20:30 | C.D. Calahorra                  | 2:0 (0:0) (2:0 t. s.) | S.D. Leioa | Estadio La Planilla, Calahorra |                      |
|                                | - Barace 94' - Adrien Goñi 103' | Reporte               |            | Árbitro(s): Leo Ollo           | Árbitro(s): Leo Ollo |

| 6 de septiembre de 2017, 21:00 | F.C. Cartagena                    | 2:1 (1:0) | C.D. Mirandés | Estadio Cartagonova, Cartagena                          |                                                         |
|                                | - Cristo Martín 30' - Chavero 53' | Reporte   | - 61' Eloy    | Asistencia: 5.900 espectadores Árbitro(s): Yuste Querol | Asistencia: 5.900 espectadores Árbitro(s): Yuste Querol |

| 6 de septiembre de 2017, 21:00 | Hércules de Alicante C.F. | 2:1 (0:0, 1:1) (1:0 t. s.) | C.F. Lorca Deportiva | Estadio José Rico Pérez, Alicante                        |                                                          |
|                                | - Juli 85' - Chechu 101'  | Reporte                    | - 89' Mawi           | Asistencia: 3.500 espectadores Árbitro(s): Sureda Cuenca | Asistencia: 3.500 espectadores Árbitro(s): Sureda Cuenca |

| 6 de septiembre de 2017, 20:30 | U.D. Logroñes                                                                                                | 0:0 (t. s.)(8:7 p.)        | A.D. Unión Adarve                                                                                   | Estadio Las Gaunas, Logroño                                 |                                                             |
|                                | | Reporte                    | | Asistencia: 1.000 espectadores Árbitro(s): Gómez Landazabal | Asistencia: 1.000 espectadores Árbitro(s): Gómez Landazabal |
|                                | | Tiros desde el punto penal | |                                                             |                                                             |
|                                | Ñoño · Muneta · Carles Salvador · Marcos de Sousa · Iván Aguilar · Miguel Santos · Paredes · Ramiro · Fermín |                            | Moreira · Olmedo · Jesús · Iván Mateo · Fran García · Darío · Ángel Auñón · Juanma · Jacobo Alcalde |                                                             |                                                             |

| 7 de septiembre de 2017, 22:00 | C.A. Osasuna                                | 3:2 (0:0) (1:0 t. s.) | Albacete Balompié    | Estadio El Sadar, Pamplona                               |                                                          |
|                                | Danny Carvajal 51' · Xisco 94' · Quique 97' | Reporte               | 66' 73' Jérémie Bela | Asistencia: 7.674 espectadores Árbitro(s): Areces Franco | Asistencia: 7.674 espectadores Árbitro(s): Areces Franco |

| 6 de septiembre de 2017, 22:00 | Real Zaragoza                                              | 3:0 (0:0) | Granada C.F. | Estadio de La Romareda, Zaragoza                       |                                                        |
|                                | - Borja Iglesias 60' - Íñigo Eguaras 66' - Jorge Pombo 86' | Reporte   |              | Asistencia: 10.221 espectadores Árbitro(s): Eiriz Mata | Asistencia: 10.221 espectadores Árbitro(s): Eiriz Mata |

| 6 de septiembre de 2017, 22:00 | Rayo Vallecano | 0:3 (0:3) | C.D. Tenerife                          | Campo de fútbol de Vallecas, Madrid                        |                                                            |
|                                |                | Reporte   | - 4' 8' Juan Carlos - 20' Brian Martín | Asistencia: 7.286 espectadores Árbitro(s): Prieto Iglesias | Asistencia: 7.286 espectadores Árbitro(s): Prieto Iglesias |

| 6 de septiembre de 2017, 20:00 | C.F. Reus Deportiu | 0:1 (0:0) | R. Sporting de Gijón | Camp Nou Municipal, Reus                               |                                                        |
|                                |                    | Reporte   | - 51' Nacho Méndez   | Asistencia: 2.753 espectadores Árbitro(s): Ocón Arráiz | Asistencia: 2.753 espectadores Árbitro(s): Ocón Arráiz |

| 5 de septiembre de 2017, 18:45 | Gimnàstic de Tarragona                                       | 1:1 (0:0) (t. s.)(1:3 p.)  | C.D. Lugo                                         | Nou Estadi, Tarragona                                    |                                                          |
|                                | - Barreiro 5'                                                | Reporte                    | - 20' Donoso                                      | Asistencia: 3.121 espectadores Árbitro(s): Varón Aceitón | Asistencia: 3.121 espectadores Árbitro(s): Varón Aceitón |
|                                |                                                              | Tiros desde el punto penal |                                                   |                                                          |                                                          |
|                                | Manu Barreiro · Omar Perdomo · Bruno Perone · Javier Jiménez |                            | Sergio Gil · Francisco Fydriszewski · Sergio Díaz |                                                          |                                                          |

| 6 de septiembre de 2017, 20:00 | Lorca F.C.                      | 2:4 (0:1) | Córdoba C.F.                                          | Estadio Francisco Artés Carrasco, Lorca                       |                                                               |
|                                | - Nando 87' - Dani Ojeda 90'+1' | Reporte   | - 41' 46' Sergi Guardiola - 53' Marković - 76' Alfaro | Asistencia: 3.726 espectadores Árbitro(s): De la Fuente Ramos | Asistencia: 3.726 espectadores Árbitro(s): De la Fuente Ramos |

| 6 de septiembre de 2017, 21:00 | S. D. Huesca | 0:2 (0:1) | Real Valladolid C.F.                     | Estadio El Alcoraz, Huesca                               |                                                          |
|                                |              | Reporte   | - 16' Óscar Plano - 50' Asier Villalibre | Asistencia: 2.971 espectadores Árbitro(s): Moreno Aragón | Asistencia: 2.971 espectadores Árbitro(s): Moreno Aragón |

| 6 de septiembre de 2017, 20:00 | Real Oviedo | 0:1 (0:1) | C.D. Numancia    | Estadio Carlos Tartiere, Oviedo                        |                                                        |
|                                |             | Reporte   | - 18' Marc Mateu | Asistencia: 10.574 espectadores Árbitro(s): López Toca | Asistencia: 10.574 espectadores Árbitro(s): López Toca |

| 7 de septiembre de 2017, 20:00 | A.D. Alcorcón                     | 2:4 (1:2) | Cultural Leonesa                                     | Estadio Santo Domingo, Alcorcón                            |                                                            |
|                                | Nicolao Dumitru 18' · Pereira 48' | Reporte   | 9' 42' Isaac · 57' Yelko Pino · 75' Emiliano Buendía | Asistencia: 2.433 espectadores Árbitro(s): Vicandi Garrido | Asistencia: 2.433 espectadores Árbitro(s): Vicandi Garrido |

| 5 de septiembre de 2017, 18:45 | Cádiz C.F.   | 1:0 (1:0) | U.D. Almería | Estadio Ramón de Carranza, Cádiz                                 |                                                                  |
|                                | - Barral 22' | Reporte   |              | Asistencia: 11.530 espectadores Árbitro(s): Arcediano Monescillo | Asistencia: 11.530 espectadores Árbitro(s): Arcediano Monescillo |

### Tercera Ronda
La tercera ronda del torneo la disputaron los veintidós vencedores de la segunda ronda y los exentos de la misma. El sorteo se celebró el 8 de septiembre de 2017 en la Ciudad del Fútbol de Las Rozas. Los equipos de Segunda División se enfrentaron uno al otro y equipos de segunda división B y tercera división de España 2016/17 se enfrentaron entre ellos. Las eliminatorias se decidieron a partido único entre el 19 y el 21 de septiembre de 2017, en el campo de los clubes cuyas bolas del sorteo fueron extraídas en primer lugar.

Club exento: Club Lleida Esportiu
| 20 de septiembre de 2017, 20:00 | S.D. Formentera                                                                   | 4:3 (2:2, 0:0) (2:1 t. s.) | U.D. Logroñes                                               | Estadio municipal Sant Francesc Javier, San Francisco Javier |                                                           |
|                                 | - Bruno Vinicius 80' - Kingsley Fobi 86' - Dailos Tejera 95' - Gabriel Gómez 106' | Reporte                    | - 53' Iván Aguilar - 72' Jaime Paredes - 103' Antxón Muneta | Asistencia: 1.500 espectadores Árbitro(s): Ávalos Barrera    | Asistencia: 1.500 espectadores Árbitro(s): Ávalos Barrera |

| 20 de septiembre de 2017, 20:30 | C.D. Calahorra      | 1:3 (0:3) | C.F. Fuenlabrada                                             | Estadio La Planilla, Calahorra |                               |
|                                 | - Xabier Barace 60' | Reporte   | - 3' Cristóbal Márquez - 28' Dioni Villalba - 32' Juan Quero | Árbitro(s): Rezola Etxeberria  | Árbitro(s): Rezola Etxeberria |

| 20 de septiembre de 2017, 20:15 | Gimnástica Segoviana C.F. | 0:1 (0:0) | S.D. Ponferradina  | Estadio municipal de La Albuera, Segovia |                         |
|                                 |                           | Reporte   | - 59' David Caiado | Árbitro(s): Ortiz Arias                  | Árbitro(s): Ortiz Arias |

| 20 de septiembre de 2017, 21:30 | Real Murcia C.F.                          | 3:1 (1:0) | U.E. Olot          | Nueva Condomina, Murcia |                         |
|                                 | - Pedro Martín 28' 87' - Víctor Curto 75' | Reporte   | - 16' Héctor Simón | Árbitro(s): Mena Gimeno | Árbitro(s): Mena Gimeno |

| 20 de septiembre de 2017, 21:00 | Hércules de Alicante C.F. | 0:1 (0:0) | Elche C.F.        | Estadio José Rico Pérez, Alicante                         |                                                           |
|                                 |                           | Reporte   | - 61' Edu Albácar | Asistencia: 12.000 espectadores Árbitro(s): Ripoll Solano | Asistencia: 12.000 espectadores Árbitro(s): Ripoll Solano |

| 20 de septiembre de 2017, 20:45 | C.F. Talavera de la Reina | 0:1 (0:0) (0:1 t. s.) | Fútbol Club Cartagena | Municipal "El Prado", Talavera de la Reina                  |                                                             |
|                                 |                           | Reporte               | - 92' Jesús Álvaro    | Asistencia: 4.500 espectadores Árbitro(s): Conejero Sánchez | Asistencia: 4.500 espectadores Árbitro(s): Conejero Sánchez |

| 20 de septiembre de 2017, 20:00 | Córdoba C.F.   | 1:4 (1:2) | C.D. Tenerife                                                        | Nuevo Arcángel, Córdoba                                 |                                                         |
|                                 | - Marković 14' | Reporte   | - 17' Brian Martín - 34' Casadesús - 59' Álex Vallejo - 90' Aveldaño | Asistencia: 6.857 espectadores Árbitro(s): Valdés Aller | Asistencia: 6.857 espectadores Árbitro(s): Valdés Aller |

| 19 de septiembre de 2017, 20:00 | R. Sporting de Gijón                                 | 1:1 (1:1, 0:0) (t. s.)(1:3 p.) | C.D. Numancia                                     | El Molinón, Gijón                                                       |                                                                         |
|                                 | - Šćepović 5'                                        | Reporte                        | - 30' Higinio                                     | Asistencia: 13.076 espectadores Árbitro(s): Gorostegui Fernández-Ortega | Asistencia: 13.076 espectadores Árbitro(s): Gorostegui Fernández-Ortega |
|                                 |                                                      | Tiros desde el punto penal     |                                                   |                                                                         |                                                                         |
|                                 | Álex López · Moi Gómez · Michael Santos · Álex Pérez |                                | Manu del Moral · Unai Medina · Pere Milla · Nacho |                                                                         |                                                                         |

| 21 de septiembre de 2017, 21:00 | Real Zaragoza             | 1:0 (1:0) | C.D. Lugo | La Romareda, Zaragoza                                    |                                                          |
|                                 | - Giorgi Papunashvili 22' | Reporte   |           | Asistencia: 11.955 espectadores Árbitro(s): Cordero Vega | Asistencia: 11.955 espectadores Árbitro(s): Cordero Vega |

| 20 de septiembre de 2017, 21:00 | Cádiz C.F.         | 1:0 (1:0) | C.A. Osasuna | Estadio Ramón de Carranza, Cádiz                     |                                                      |
|                                 | - David Barral 27' | Reporte   |              | Asistencia: 12.451 espectadores Árbitro(s): Ais Reig | Asistencia: 12.451 espectadores Árbitro(s): Ais Reig |

| 21 de septiembre de 2017, 20:00 | Cultural Leonesa | 0:4 (0:1) | Real Valladolid C.F.                                      | Estadio municipal Reino de León, León (España)          |                                                         |
|                                 |                  | Reporte   | - 21' Cotán - 50' Gianniotas - 83' Anuar - 89' Villalibre | Asistencia: 7.821 espectadores Árbitro(s): Pérez Pallas | Asistencia: 7.821 espectadores Árbitro(s): Pérez Pallas |

## Fase final
El sorteo de la ronda de dieciseisavos de final se llevó a cabo en septiembre de 2017, en la Ciudad del Fútbol de Las Rozas. En esta ronda, todos los equipos de primera división entraron en la competición.
El sorteo de los 16 emparejamientos es de la siguiente manera: los siete equipos restantes que participan en segunda división B y tercera división se enfrentan a los equipos que se clasificaron para las competiciones europeas, esto es: cuatro equipos de (Segunda B y Tercera) se enfrentan a cuatro equipos de Champions y los tres equipos restantes se sortean en la misma forma con los equipos de Europa League. Los cinco equipos de Segunda División son sorteados contra cinco equipos de los trece restantes equipos de la Primera División. Los ocho equipos restantes de la Liga se enfrentan entre sí. En los partidos de los equipos con diferentes niveles de Liga, juegan en casa el partido de ida el equipo de nivel inferior. Esta regla también se aplica en la Ronda de octavos de final, pero no para los cuartos de final y semifinales, cuyo orden es a partir del orden de sorteo.
|  | Dieciseisavos de final                                          | Dieciseisavos de final                                          | Dieciseisavos de final                                          |   |               | Octavos de final                                   | Octavos de final                                   | Octavos de final                                   |  |                    | Cuartos de final                                      | Cuartos de final                                      | Cuartos de final                                      |  |           | Semifinales                                                 | Semifinales                                                 | Semifinales                                                 |  |         | Final               | Final               |  |
|  | 24, 25 y 26 de octubre de 2017 28, 29 y 30 de noviembre de 2017 | 24, 25 y 26 de octubre de 2017 28, 29 y 30 de noviembre de 2017 | 24, 25 y 26 de octubre de 2017 28, 29 y 30 de noviembre de 2017 |   |               | 3 y 4 de enero de 2018 9, 10 y 11 de enero de 2018 | 3 y 4 de enero de 2018 9, 10 y 11 de enero de 2018 | 3 y 4 de enero de 2018 9, 10 y 11 de enero de 2018 |  |                    | 17 y 18 de enero de 2018 23, 24 y 25 de enero de 2018 | 17 y 18 de enero de 2018 23, 24 y 25 de enero de 2018 | 17 y 18 de enero de 2018 23, 24 y 25 de enero de 2018 |  |           | 31 de enero y 1 de febrero de 2018 7 y 8 de febrero de 2018 | 31 de enero y 1 de febrero de 2018 7 y 8 de febrero de 2018 | 31 de enero y 1 de febrero de 2018 7 y 8 de febrero de 2018 |  |         | 21 de abril de 2018 | 21 de abril de 2018 |  |
|  |                                                                 |                                                                 |                                                                 |   |               |                                                    |                                                    |                                                    |  |                    |                                                       |                                                       |                                                       |  |           |                                                             |                                                             |                                                             |  |         |                     |                     |  |
|  |                                                                 |                                                                 |                                                                 |   |               |                                                    |                                                    |                                                    |  |                    |                                                       |                                                       |                                                       |  |           |                                                             |                                                             |                                                             |  |         |                     |                     |  |
|  | Real Valladolid                                                 | 1                                                               | 0                                                               |   |               |                                                    |                                                    |                                                    |  |                    |                                                       |                                                       |                                                       |  |           |                                                             |                                                             |                                                             |  |         |                     |                     |  |
|  | Real Valladolid                                                 | 1                                                               | 0                                                               |   |               |                                                    |                                                    |                                                    |  |                    |                                                       |                                                       |                                                       |  |           |                                                             |                                                             |                                                             |  |         |                     |                     |  |
|  | Leganés                                                         | 2                                                               | 1                                                               |   |               |                                                    |                                                    |                                                    |  |                    |                                                       |                                                       |                                                       |  |           |                                                             |                                                             |                                                             |  |         |                     |                     |  |
|  | Leganés                                                         | 2                                                               | 1                                                               |   | Leganés (v.)  | 1                                                  | 1                                                  |                                                    |  |                    |                                                       |                                                       |                                                       |  |           |                                                             |                                                             |                                                             |  |         |                     |                     |  |
|  |                                                                 |                                                                 |                                                                 |   | Leganés (v.)  | 1                                                  | 1                                                  |                                                    |  |                    |                                                       |                                                       |                                                       |  |           |                                                             |                                                             |                                                             |  |         |                     |                     |  |
|  |                                                                 |                                                                 | Villarreal                                                      | 0 | 2             |                                                    |                                                    |                                                    |  |                    |                                                       |                                                       |                                                       |  |           |                                                             |                                                             |                                                             |  |         |                     |                     |  |
|  | Ponferradina                                                    | 1                                                               | Villarreal                                                      | 0 | 2             | 0                                                  |                                                    |                                                    |  |                    |                                                       |                                                       |                                                       |  |           |                                                             |                                                             |                                                             |  |         |                     |                     |  |
|  | Ponferradina                                                    | 1                                                               |                                                                 |   |               |                                                    |                                                    |                                                    |  |                    |                                                       |                                                       |                                                       |  |           |                                                             |                                                             |                                                             |  |         |                     |                     |  |
|  | Villarreal                                                      | 0                                                               | 3                                                               |   |               |                                                    |                                                    |                                                    |  |                    |                                                       |                                                       |                                                       |  |           |                                                             |                                                             |                                                             |  |         |                     |                     |  |
|  | Villarreal                                                      | 0                                                               | 3                                                               |   |               |                                                    |                                                    |                                                    |  | Leganés (v.)       | 0                                                     | 2                                                     |                                                       |  |           |                                                             |                                                             |                                                             |  |         |                     |                     |  |
|  |                                                                 |                                                                 |                                                                 |   |               |                                                    |                                                    |                                                    |  | Leganés (v.)       | 0                                                     | 2                                                     |                                                       |  |           |                                                             |                                                             |                                                             |  |         |                     |                     |  |
|  |                                                                 |                                                                 | Real Madrid                                                     | 1 | 1             |                                                    |                                                    |                                                    |  |                    |                                                       |                                                       |                                                       |  |           |                                                             |                                                             |                                                             |  |         |                     |                     |  |
|  | Numancia                                                        | 2                                                               | Real Madrid                                                     | 1 | 1             | 1                                                  |                                                    |                                                    |  |                    |                                                       |                                                       |                                                       |  |           |                                                             |                                                             |                                                             |  |         |                     |                     |  |
|  | Numancia                                                        | 2                                                               |                                                                 |   |               |                                                    |                                                    |                                                    |  |                    |                                                       |                                                       |                                                       |  |           |                                                             |                                                             |                                                             |  |         |                     |                     |  |
|  | Málaga                                                          | 1                                                               | 1                                                               |   |               |                                                    |                                                    |                                                    |  |                    |                                                       |                                                       |                                                       |  |           |                                                             |                                                             |                                                             |  |         |                     |                     |  |
|  | Málaga                                                          | 1                                                               | 1                                                               |   | Numancia      | 0                                                  | 2                                                  |                                                    |  |                    |                                                       |                                                       |                                                       |  |           |                                                             |                                                             |                                                             |  |         |                     |                     |  |
|  |                                                                 |                                                                 |                                                                 |   | Numancia      | 0                                                  | 2                                                  |                                                    |  |                    |                                                       |                                                       |                                                       |  |           |                                                             |                                                             |                                                             |  |         |                     |                     |  |
|  |                                                                 |                                                                 | Real Madrid                                                     | 3 | 2             |                                                    |                                                    |                                                    |  |                    |                                                       |                                                       |                                                       |  |           |                                                             |                                                             |                                                             |  |         |                     |                     |  |
|  | Fuenlabrada                                                     | 0                                                               | Real Madrid                                                     | 3 | 2             | 2                                                  |                                                    |                                                    |  |                    |                                                       |                                                       |                                                       |  |           |                                                             |                                                             |                                                             |  |         |                     |                     |  |
|  | Fuenlabrada                                                     | 0                                                               |                                                                 |   |               |                                                    |                                                    |                                                    |  |                    |                                                       |                                                       |                                                       |  |           |                                                             |                                                             |                                                             |  |         |                     |                     |  |
|  | Real Madrid                                                     | 2                                                               | 2                                                               |   |               |                                                    |                                                    |                                                    |  |                    |                                                       |                                                       |                                                       |  |           |                                                             |                                                             |                                                             |  |         |                     |                     |  |
|  | Real Madrid                                                     | 2                                                               | 2                                                               |   |               |                                                    |                                                    |                                                    |  |                    |                                                       |                                                       |                                                       |  | Leganés   | 1                                                           | 0                                                           |                                                             |  |         |                     |                     |  |
|  |                                                                 |                                                                 |                                                                 |   |               |                                                    |                                                    |                                                    |  |                    |                                                       |                                                       |                                                       |  | Leganés   | 1                                                           | 0                                                           |                                                             |  |         |                     |                     |  |
|  |                                                                 |                                                                 | Sevilla                                                         | 1 | 2             |                                                    |                                                    |                                                    |  |                    |                                                       |                                                       |                                                       |  |           |                                                             |                                                             |                                                             |  |         |                     |                     |  |
|  | Lleida (v.)                                                     | 0                                                               | Sevilla                                                         | 1 | 2             | 3                                                  |                                                    |                                                    |  |                    |                                                       |                                                       |                                                       |  |           |                                                             |                                                             |                                                             |  |         |                     |                     |  |
|  | Lleida (v.)                                                     | 0                                                               |                                                                 |   |               |                                                    |                                                    |                                                    |  |                    |                                                       |                                                       |                                                       |  |           |                                                             |                                                             |                                                             |  |         |                     |                     |  |
|  | Real Sociedad                                                   | 1                                                               | 2                                                               |   |               |                                                    |                                                    |                                                    |  |                    |                                                       |                                                       |                                                       |  |           |                                                             |                                                             |                                                             |  |         |                     |                     |  |
|  | Real Sociedad                                                   | 1                                                               | 2                                                               |   | Lleida        | 0                                                  | 0                                                  |                                                    |  |                    |                                                       |                                                       |                                                       |  |           |                                                             |                                                             |                                                             |  |         |                     |                     |  |
|  |                                                                 |                                                                 |                                                                 |   | Lleida        | 0                                                  | 0                                                  |                                                    |  |                    |                                                       |                                                       |                                                       |  |           |                                                             |                                                             |                                                             |  |         |                     |                     |  |
|  |                                                                 |                                                                 | Atlético de Madrid                                              | 4 | 3             |                                                    |                                                    |                                                    |  |                    |                                                       |                                                       |                                                       |  |           |                                                             |                                                             |                                                             |  |         |                     |                     |  |
|  | Elche                                                           | 1                                                               | Atlético de Madrid                                              | 4 | 3             | 0                                                  |                                                    |                                                    |  |                    |                                                       |                                                       |                                                       |  |           |                                                             |                                                             |                                                             |  |         |                     |                     |  |
|  | Elche                                                           | 1                                                               |                                                                 |   |               |                                                    |                                                    |                                                    |  |                    |                                                       |                                                       |                                                       |  |           |                                                             |                                                             |                                                             |  |         |                     |                     |  |
|  | Atlético de Madrid                                              | 1                                                               | 3                                                               |   |               |                                                    |                                                    |                                                    |  |                    |                                                       |                                                       |                                                       |  |           |                                                             |                                                             |                                                             |  |         |                     |                     |  |
|  | Atlético de Madrid                                              | 1                                                               | 3                                                               |   |               |                                                    |                                                    |                                                    |  | Atlético de Madrid | 1                                                     | 1                                                     |                                                       |  |           |                                                             |                                                             |                                                             |  |         |                     |                     |  |
|  |                                                                 |                                                                 |                                                                 |   |               |                                                    |                                                    |                                                    |  | Atlético de Madrid | 1                                                     | 1                                                     |                                                       |  |           |                                                             |                                                             |                                                             |  |         |                     |                     |  |
|  |                                                                 |                                                                 | Sevilla                                                         | 2 | 3             |                                                    |                                                    |                                                    |  |                    |                                                       |                                                       |                                                       |  |           |                                                             |                                                             |                                                             |  |         |                     |                     |  |
|  | Cádiz                                                           | 1                                                               | Sevilla                                                         | 2 | 3             | 5                                                  |                                                    |                                                    |  |                    |                                                       |                                                       |                                                       |  |           |                                                             |                                                             |                                                             |  |         |                     |                     |  |
|  | Cádiz                                                           | 1                                                               |                                                                 |   |               |                                                    |                                                    |                                                    |  |                    |                                                       |                                                       |                                                       |  |           |                                                             |                                                             |                                                             |  |         |                     |                     |  |
|  | Real Betis                                                      | 2                                                               | 3                                                               |   |               |                                                    |                                                    |                                                    |  |                    |                                                       |                                                       |                                                       |  |           |                                                             |                                                             |                                                             |  |         |                     |                     |  |
|  | Real Betis                                                      | 2                                                               | 3                                                               |   | Cádiz         | 0                                                  | 1                                                  |                                                    |  |                    |                                                       |                                                       |                                                       |  |           |                                                             |                                                             |                                                             |  |         |                     |                     |  |
|  |                                                                 |                                                                 |                                                                 |   | Cádiz         | 0                                                  | 1                                                  |                                                    |  |                    |                                                       |                                                       |                                                       |  |           |                                                             |                                                             |                                                             |  |         |                     |                     |  |
|  |                                                                 |                                                                 | Sevilla                                                         | 2 | 2             |                                                    |                                                    |                                                    |  |                    |                                                       |                                                       |                                                       |  |           |                                                             |                                                             |                                                             |  |         |                     |                     |  |
|  | Cartagena                                                       | 0                                                               | Sevilla                                                         | 2 | 2             | 0                                                  |                                                    |                                                    |  |                    |                                                       |                                                       |                                                       |  |           |                                                             |                                                             |                                                             |  |         |                     |                     |  |
|  | Cartagena                                                       | 0                                                               |                                                                 |   |               |                                                    |                                                    |                                                    |  |                    |                                                       |                                                       |                                                       |  |           |                                                             |                                                             |                                                             |  |         |                     |                     |  |
|  | Sevilla                                                         | 3                                                               | 4                                                               |   |               |                                                    |                                                    |                                                    |  |                    |                                                       |                                                       |                                                       |  |           |                                                             |                                                             |                                                             |  |         |                     |                     |  |
|  | Sevilla                                                         | 3                                                               | 4                                                               |   |               |                                                    |                                                    |                                                    |  |                    |                                                       |                                                       |                                                       |  |           |                                                             |                                                             |                                                             |  | Sevilla | 0                   |                     |  |
|  |                                                                 |                                                                 |                                                                 |   |               |                                                    |                                                    |                                                    |  |                    |                                                       |                                                       |                                                       |  |           |                                                             |                                                             |                                                             |  | Sevilla | 0                   |                     |  |
|  |                                                                 |                                                                 | Barcelona                                                       | 5 |               |                                                    |                                                    |                                                    |  |                    |                                                       |                                                       |                                                       |  |           |                                                             |                                                             |                                                             |  |         |                     |                     |  |
|  | Tenerife                                                        | 0                                                               | Barcelona                                                       | 5 | 2             |                                                    |                                                    |                                                    |  |                    |                                                       |                                                       |                                                       |  |           |                                                             |                                                             |                                                             |  |         |                     |                     |  |
|  | Tenerife                                                        | 0                                                               |                                                                 |   |               |                                                    |                                                    |                                                    |  |                    |                                                       |                                                       |                                                       |  |           |                                                             |                                                             |                                                             |  |         |                     |                     |  |
|  | Espanyol                                                        | 0                                                               | 3                                                               |   |               |                                                    |                                                    |                                                    |  |                    |                                                       |                                                       |                                                       |  |           |                                                             |                                                             |                                                             |  |         |                     |                     |  |
|  | Espanyol                                                        | 0                                                               | 3                                                               |   | Espanyol      | 1                                                  | 2                                                  |                                                    |  |                    |                                                       |                                                       |                                                       |  |           |                                                             |                                                             |                                                             |  |         |                     |                     |  |
|  |                                                                 |                                                                 |                                                                 |   | Espanyol      | 1                                                  | 2                                                  |                                                    |  |                    |                                                       |                                                       |                                                       |  |           |                                                             |                                                             |                                                             |  |         |                     |                     |  |
|  |                                                                 |                                                                 | Levante                                                         | 2 | 0             |                                                    |                                                    |                                                    |  |                    |                                                       |                                                       |                                                       |  |           |                                                             |                                                             |                                                             |  |         |                     |                     |  |
|  | Girona                                                          | 0                                                               | Levante                                                         | 2 | 0             | 1                                                  |                                                    |                                                    |  |                    |                                                       |                                                       |                                                       |  |           |                                                             |                                                             |                                                             |  |         |                     |                     |  |
|  | Girona                                                          | 0                                                               |                                                                 |   |               |                                                    |                                                    |                                                    |  |                    |                                                       |                                                       |                                                       |  |           |                                                             |                                                             |                                                             |  |         |                     |                     |  |
|  | Levante                                                         | 2                                                               | 1                                                               |   |               |                                                    |                                                    |                                                    |  |                    |                                                       |                                                       |                                                       |  |           |                                                             |                                                             |                                                             |  |         |                     |                     |  |
|  | Levante                                                         | 2                                                               | 1                                                               |   |               |                                                    |                                                    |                                                    |  | Espanyol           | 1                                                     | 0                                                     |                                                       |  |           |                                                             |                                                             |                                                             |  |         |                     |                     |  |
|  |                                                                 |                                                                 |                                                                 |   |               |                                                    |                                                    |                                                    |  | Espanyol           | 1                                                     | 0                                                     |                                                       |  |           |                                                             |                                                             |                                                             |  |         |                     |                     |  |
|  |                                                                 |                                                                 | Barcelona                                                       | 0 | 2             |                                                    |                                                    |                                                    |  |                    |                                                       |                                                       |                                                       |  |           |                                                             |                                                             |                                                             |  |         |                     |                     |  |
|  | Éibar                                                           | 1                                                               | Barcelona                                                       | 0 | 2             | 0                                                  |                                                    |                                                    |  |                    |                                                       |                                                       |                                                       |  |           |                                                             |                                                             |                                                             |  |         |                     |                     |  |
|  | Éibar                                                           | 1                                                               |                                                                 |   |               |                                                    |                                                    |                                                    |  |                    |                                                       |                                                       |                                                       |  |           |                                                             |                                                             |                                                             |  |         |                     |                     |  |
|  | Celta de Vigo                                                   | 2                                                               | 1                                                               |   |               |                                                    |                                                    |                                                    |  |                    |                                                       |                                                       |                                                       |  |           |                                                             |                                                             |                                                             |  |         |                     |                     |  |
|  | Celta de Vigo                                                   | 2                                                               | 1                                                               |   | Celta de Vigo | 1                                                  | 0                                                  |                                                    |  |                    |                                                       |                                                       |                                                       |  |           |                                                             |                                                             |                                                             |  |         |                     |                     |  |
|  |                                                                 |                                                                 |                                                                 |   | Celta de Vigo | 1                                                  | 0                                                  |                                                    |  |                    |                                                       |                                                       |                                                       |  |           |                                                             |                                                             |                                                             |  |         |                     |                     |  |
|  |                                                                 |                                                                 | Barcelona                                                       | 1 | 5             |                                                    |                                                    |                                                    |  |                    |                                                       |                                                       |                                                       |  |           |                                                             |                                                             |                                                             |  |         |                     |                     |  |
|  | Real Murcia                                                     | 0                                                               | Barcelona                                                       | 1 | 5             | 0                                                  |                                                    |                                                    |  |                    |                                                       |                                                       |                                                       |  |           |                                                             |                                                             |                                                             |  |         |                     |                     |  |
|  | Real Murcia                                                     | 0                                                               |                                                                 |   |               |                                                    |                                                    |                                                    |  |                    |                                                       |                                                       |                                                       |  |           |                                                             |                                                             |                                                             |  |         |                     |                     |  |
|  | Barcelona                                                       | 3                                                               | 5                                                               |   |               |                                                    |                                                    |                                                    |  |                    |                                                       |                                                       |                                                       |  |           |                                                             |                                                             |                                                             |  |         |                     |                     |  |
|  | Barcelona                                                       | 3                                                               | 5                                                               |   |               |                                                    |                                                    |                                                    |  |                    |                                                       |                                                       |                                                       |  | Barcelona | 1                                                           | 2                                                           |                                                             |  |         |                     |                     |  |
|  |                                                                 |                                                                 |                                                                 |   |               |                                                    |                                                    |                                                    |  |                    |                                                       |                                                       |                                                       |  | Barcelona | 1                                                           | 2                                                           |                                                             |  |         |                     |                     |  |
|  |                                                                 |                                                                 | Valencia                                                        | 0 | 0             |                                                    |                                                    |                                                    |  |                    |                                                       |                                                       |                                                       |  |           |                                                             |                                                             |                                                             |  |         |                     |                     |  |
|  | Dep. La Coruña                                                  | 1                                                               | Valencia                                                        | 0 | 0             | 3                                                  |                                                    |                                                    |  |                    |                                                       |                                                       |                                                       |  |           |                                                             |                                                             |                                                             |  |         |                     |                     |  |
|  | Dep. La Coruña                                                  | 1                                                               |                                                                 |   |               |                                                    |                                                    |                                                    |  |                    |                                                       |                                                       |                                                       |  |           |                                                             |                                                             |                                                             |  |         |                     |                     |  |
|  | Las Palmas                                                      | 4                                                               | 2                                                               |   |               |                                                    |                                                    |                                                    |  |                    |                                                       |                                                       |                                                       |  |           |                                                             |                                                             |                                                             |  |         |                     |                     |  |
|  | Las Palmas                                                      | 4                                                               | 2                                                               |   | Las Palmas    | 1                                                  | 0                                                  |                                                    |  |                    |                                                       |                                                       |                                                       |  |           |                                                             |                                                             |                                                             |  |         |                     |                     |  |
|  |                                                                 |                                                                 |                                                                 |   | Las Palmas    | 1                                                  | 0                                                  |                                                    |  |                    |                                                       |                                                       |                                                       |  |           |                                                             |                                                             |                                                             |  |         |                     |                     |  |
|  |                                                                 |                                                                 | Valencia                                                        | 1 | 4             |                                                    |                                                    |                                                    |  |                    |                                                       |                                                       |                                                       |  |           |                                                             |                                                             |                                                             |  |         |                     |                     |  |
|  | Real Zaragoza                                                   | 0                                                               | Valencia                                                        | 1 | 4             | 1                                                  |                                                    |                                                    |  |                    |                                                       |                                                       |                                                       |  |           |                                                             |                                                             |                                                             |  |         |                     |                     |  |
|  | Real Zaragoza                                                   | 0                                                               |                                                                 |   |               |                                                    |                                                    |                                                    |  |                    |                                                       |                                                       |                                                       |  |           |                                                             |                                                             |                                                             |  |         |                     |                     |  |
|  | Valencia                                                        | 2                                                               | 4                                                               |   |               |                                                    |                                                    |                                                    |  |                    |                                                       |                                                       |                                                       |  |           |                                                             |                                                             |                                                             |  |         |                     |                     |  |
|  | Valencia                                                        | 2                                                               | 4                                                               |   |               |                                                    |                                                    |                                                    |  | Valencia (p.)      | 2                                                     | 1 (3)                                                 |                                                       |  |           |                                                             |                                                             |                                                             |  |         |                     |                     |  |
|  |                                                                 |                                                                 |                                                                 |   |               |                                                    |                                                    |                                                    |  | Valencia (p.)      | 2                                                     | 1 (3)                                                 |                                                       |  |           |                                                             |                                                             |                                                             |  |         |                     |                     |  |
|  |                                                                 |                                                                 | Deportivo Alavés                                                | 1 | 2 (2)         |                                                    |                                                    |                                                    |  |                    |                                                       |                                                       |                                                       |  |           |                                                             |                                                             |                                                             |  |         |                     |                     |  |
|  | Formentera                                                      | 1                                                               | Deportivo Alavés                                                | 1 | 2 (2)         | 1                                                  |                                                    |                                                    |  |                    |                                                       |                                                       |                                                       |  |           |                                                             |                                                             |                                                             |  |         |                     |                     |  |
|  | Formentera                                                      | 1                                                               |                                                                 |   |               |                                                    |                                                    |                                                    |  |                    |                                                       |                                                       |                                                       |  |           |                                                             |                                                             |                                                             |  |         |                     |                     |  |
|  | Athletic de Bilbao                                              | 1                                                               | 0                                                               |   |               |                                                    |                                                    |                                                    |  |                    |                                                       |                                                       |                                                       |  |           |                                                             |                                                             |                                                             |  |         |                     |                     |  |
|  | Athletic de Bilbao                                              | 1                                                               | 0                                                               |   | Formentera    | 1                                                  | 0                                                  |                                                    |  |                    |                                                       |                                                       |                                                       |  |           |                                                             |                                                             |                                                             |  |         |                     |                     |  |
|  |                                                                 |                                                                 |                                                                 |   | Formentera    | 1                                                  | 0                                                  |                                                    |  |                    |                                                       |                                                       |                                                       |  |           |                                                             |                                                             |                                                             |  |         |                     |                     |  |
|  |                                                                 |                                                                 | Deportivo Alavés                                                | 3 | 2             |                                                    |                                                    |                                                    |  |                    |                                                       |                                                       |                                                       |  |           |                                                             |                                                             |                                                             |  |         |                     |                     |  |
|  | Getafe                                                          | 0                                                               | Deportivo Alavés                                                | 3 | 2             | 0                                                  |                                                    |                                                    |  |                    |                                                       |                                                       |                                                       |  |           |                                                             |                                                             |                                                             |  |         |                     |                     |  |
|  | Getafe                                                          | 0                                                               |                                                                 |   |               |                                                    |                                                    |                                                    |  |                    |                                                       |                                                       |                                                       |  |           |                                                             |                                                             |                                                             |  |         |                     |                     |  |
|  | Deportivo Alavés                                                | 1                                                               | 3                                                               |   |               |                                                    |                                                    |                                                    |  |                    |                                                       |                                                       |                                                       |  |           |                                                             |                                                             |                                                             |  |         |                     |                     |  |
|  | Deportivo Alavés                                                | 1                                                               | 3                                                               |   |               |                                                    |                                                    |                                                    |  |                    |                                                       |                                                       |                                                       |  |           |                                                             |                                                             |                                                             |  |         |                     |                     |  |
|  |                                                                 |                                                                 |                                                                 |   |               |                                                    |                                                    |                                                    |  |                    |                                                       |                                                       |                                                       |  |           |                                                             |                                                             |                                                             |  |         |                     |                     |  |

### Clasificados
Los veinte equipos de LaLiga Santander junto a los once equipos ganadores de las eliminatorias de la tercera ronda y el club exento. 
| Clasificados         | Clasificados                 | Clasificados       | Clasificados      | Clasificados        |
| -------------------- | ---------------------------- | ------------------ | ----------------- | ------------------- |
| Málaga C. F.         | Real Betis                   | Sevilla F. C.      | Girona F. C.      | F. C. Barcelona     |
| R. C. D. Espanyol    | Deportivo Alavés             | Athletic Club      | S. D. Eibar       | Real Sociedad de F. |
| R. C. Celta de Vigo  | R. C. Deportivo de La Coruña | Atlético de Madrid | C. D. Leganés     | Getafe C. F.        |
| Real Madrid C. F.    | Levante U. D.                | Valencia C. F.     | Villarreal C. F.  | U. D. Las Palmas    |
| Club Lleida Esportiu | S. D Formentera              | C. F. Fuenlabrada  | S. D Ponferradina | Real Murcia C. F.   |
| Elche C. F.          | F. C. Cartagena              | C. D. Tenerife     | C. D. Numancia    | Real Zaragoza       |
| Cádiz C. F.          | Real Valladolid C. F.        |                    |                   |                     |

### Cuarta Ronda
| Equipo 1              | Agr.     | Equipo 2            | Ida | Vuelta |
| --------------------- | -------- | ------------------- | --- | ------ |
| F. C. Cartagena       | 0–7      | Sevilla F. C.       | 0–3 | 0–4    |
| Elche C. F.           | 1–4      | Atlético de Madrid  | 1–1 | 0–3    |
| Real Murcia C. F.     | 0–8      | F. C. Barcelona     | 0–3 | 0–5    |
| C. F. Fuenlabrada     | 2–4      | Real Madrid C. F.   | 0–2 | 2–2    |
| Club Lleida Esportiu  | (v.) 3–3 | Real Sociedad       | 0–1 | 3–2    |
| S. D. Ponferradina    | 1–3      | Villarreal C. F.    | 1–0 | 0–3    |
| S. D. Formentera      | 2–1      | Athletic Club       | 1–1 | 1–0    |
| Real Zaragoza         | 1–6      | Valencia C. F.      | 0–2 | 1–4    |
| C. D. Numancia        | 3–2      | Málaga C. F.        | 2–1 | 1–1    |
| Real Valladolid C. F. | 1–3      | C. D. Leganés       | 1–2 | 0–1    |
| Cádiz C. F.           | 6–5      | Real Betis          | 1–2 | 5–3    |
| C. D. Tenerife        | 2–3      | R. C. D. Espanyol   | 0–0 | 2–3    |
| Getafe C. F.          | 0–4      | Deportivo Alavés    | 0–1 | 0–3    |
| R. C. D. La Coruña    | 4–6      | U. D. Las Palmas    | 1–4 | 3–2    |
| Girona F. C.          | 1–3      | Levante U. D.       | 0–2 | 1–1    |
| S. D. Eibar           | 1–3      | R. C. Celta de Vigo | 1–2 | 0–1    |

### Octavos de final
El sorteo de 1/8 de final se celebró el 5 de diciembre de 2017.
| Clasificados      | Clasificados       | Clasificados       | Clasificados         |
| ----------------- | ------------------ | ------------------ | -------------------- |
| Real Madrid C. F. | Cádiz C.F.         | C. D. Leganés      | Club Lleida Esportiu |
| C.D. Numancia     | Levante U.D.       | R.C. Celta de Vigo | F. C. Barcelona      |
| Sevilla F. C.     | Atlético de Madrid | U. D. Las Palmas   | S. D. Formentera     |
| Deportivo Alavés  | R. C. D. Espanyol  | Villarreal C.F.    | Valencia C. F.       |

| Equipo 1             | Agr.     | Equipo 2           | Ida | Vuelta |
| -------------------- | -------- | ------------------ | --- | ------ |
| C.D. Numancia        | 2–5      | Real Madrid C. F.  | 0–3 | 2–2    |
| Cádiz C.F.           | 1–4      | Sevilla F.C.       | 0–2 | 1–2    |
| S. D. Formentera     | 1–5      | Deportivo Alavés   | 1–3 | 0–2    |
| R.C.D. Espanyol      | 3–2      | Levante U.D.       | 1–2 | 2–0    |
| Club Lleida Esportiu | 0–7      | Atlético de Madrid | 0–4 | 0–3    |
| R.C. Celta           | 1–6      | F. C. Barcelona    | 1–1 | 0–5    |
| C.D. Leganés         | (v.) 2–2 | Villarreal C.F.    | 1–0 | 1–2    |
| U.D. Las Palmas      | 1–5      | Valencia C.F.      | 1–1 | 0–4    |

### Cuartos de final
El sorteo de 1/4 de final se celebró el 12 de enero de 2018.
| Clasificados       | Clasificados     | Clasificados      | Clasificados      |
| ------------------ | ---------------- | ----------------- | ----------------- |
| Atlético de Madrid | Sevilla F. C.    | C. D. Leganés     | R. C. D. Espanyol |
| Valencia C. F.     | Deportivo Alavés | Real Madrid C. F. | F. C. Barcelona   |

| Equipo 1           | Agr.     | Equipo 2          | Ida | Vuelta |
| ------------------ | -------- | ----------------- | --- | ------ |
| C.D. Leganés       | (v.) 2–2 | Real Madrid C. F. | 0–1 | 2–1    |
| R. C. D. Espanyol  | 1–2      | F.C. Barcelona    | 1–0 | 0–2    |
| Atlético de Madrid | 2–5      | Sevilla F. C.     | 1–2 | 1–3    |
| Valencia C.F.      | (p.) 3–3 | Deportivo Alavés  | 2–1 | 1–2    |

### Semifinales
El sorteo de las semifinales y la final fue el 26 de enero de 2018
| Clasificados  | Clasificados    | Clasificados  | Clasificados |
| ------------- | --------------- | ------------- | ------------ |
| C. D. Leganés | F. C. Barcelona | Sevilla F. C. | Valencia C.F |

| Equipo 1       | Agr. | Equipo 2      | Ida | Vuelta |
| -------------- | ---- | ------------- | --- | ------ |
| F.C. Barcelona | 3–0  | Valencia C.F  | 1–0 | 2–0    |
| C. D. Leganés  | 1–3  | Sevilla F. C. | 1–1 | 0–2    |

### Final
En esta final, a diferencia de la temporada 2015-16, el Sevilla F. C. ejerce como local, pues la RFEF ha reconocido como fecha de fundación del club andaluz el año 1890, mientras que la del F. C. Barcelona es en 1899. Según la RFEF, el equipo con la fecha de fundación más antigua es el que juega como local.
| 13    | POR   | David Soria       |     |
| 16    | DEF   | Jesús Navas       |     |
| 25    | DEF   | Gabriel Mercado   |     |
| 5     | DEF   | Clément Lenglet   |     |
| 18    | DEF   | Sergio Escudero   |     |
| 17    | MED   | Pablo Sarabia     | 82' |
| 15    | MED   | Steven N'Zonzi    |     |
| 22    | MED   | Franco Vázquez    | 86' |
| 10    | MED   | Éver Banega       |     |
| 11    | MED   | Joaquín Correa    | 46' |
| 20    | DEL   | Luis Muriel       |     |
| D. T. | D. T. | Vincenzo Montella |     |

| 13    | POR   | Jasper Cillessen  |     |
| 20    | DEF   | Sergi Roberto     |     |
| 23    | DEF   | Samuel Umtiti     |     |
| 3     | DEF   | Gerard Piqué      |     |
| 18    | DEF   | Jordi Alba        |     |
| 14    | MED   | Philippe Coutinho | 82' |
| 5     | MED   | Sergio Busquets   | 76' |
| 4     | MED   | Ivan Rakitić      |     |
| 8     | MED   | Andrés Iniesta    | 88' |
| 10    | DEL   | Lionel Messi      |     |
| 9     | DEL   | Luis Suárez       |     |
| D. T. | D. T. | Ernesto Valverde  |     |

| 23 | DEL | Sandro Ramírez | 46' |
| 3  | MED | Miguel Layún   | 82' |
| 24 | MED | Nolito         | 86' |

| 15 | MED | Paulinho        | 76' |
| 11 | DEL | Ousmane Dembélé | 82' |
| 6  | MED | Denis Suárez    | 88' |

| 14' · 31' · 40' · 52' · 69' | Luis Suárez Lionel Messi Luis Suárez Andrés Iniesta Philippe Coutinho | 0:1 0:2 0:3 0:4 0:5 |

| 34' · 38' · 74' | Gabriel Mercado Sergio Escudero Franco Vázquez |

| 67' · 74' | Andrés Iniesta Sergio Busquets |

| Principal  | Jesús Gil Manzano |
| Asistentes | Nevado Rodríguez  |
|            | Yuste Jiménez     |
| Cuarto     | Del Cerro Grande  |
| Quinto     | Alonso Fernández  |

|                    |     |     |
| Tiros              | 14  | 17  |
| Tiros a puerta     | 5   | 9   |
| Faltas             | 17  | 9   |
| Saques de esquina  | 2   | 7   |
| Penaltis           | 0   | 1   |
| Fueras de juego    | 2   | 4   |
| Posesión del balón | 36% | 64% |

| Alineación inicial |

| 13    | POR   | David Soria       |     |
| 16    | DEF   | Jesús Navas       |     |
| 25    | DEF   | Gabriel Mercado   |     |
| 5     | DEF   | Clément Lenglet   |     |
| 18    | DEF   | Sergio Escudero   |     |
| 17    | MED   | Pablo Sarabia     | 82' |
| 15    | MED   | Steven N'Zonzi    |     |
| 22    | MED   | Franco Vázquez    | 86' |
| 10    | MED   | Éver Banega       |     |
| 11    | MED   | Joaquín Correa    | 46' |
| 20    | DEL   | Luis Muriel       |     |
| D. T. | D. T. | Vincenzo Montella |     |

| 13    | POR   | Jasper Cillessen  |     |
| 20    | DEF   | Sergi Roberto     |     |
| 23    | DEF   | Samuel Umtiti     |     |
| 3     | DEF   | Gerard Piqué      |     |
| 18    | DEF   | Jordi Alba        |     |
| 14    | MED   | Philippe Coutinho | 82' |
| 5     | MED   | Sergio Busquets   | 76' |
| 4     | MED   | Ivan Rakitić      |     |
| 8     | MED   | Andrés Iniesta    | 88' |
| 10    | DEL   | Lionel Messi      |     |
| 9     | DEL   | Luis Suárez       |     |
| D. T. | D. T. | Ernesto Valverde  |     |

| 23 | DEL | Sandro Ramírez | 46' |
| 3  | MED | Miguel Layún   | 82' |
| 24 | MED | Nolito         | 86' |

| 15 | MED | Paulinho        | 76' |
| 11 | DEL | Ousmane Dembélé | 82' |
| 6  | MED | Denis Suárez    | 88' |

| 14' · 31' · 40' · 52' · 69' | Luis Suárez Lionel Messi Luis Suárez Andrés Iniesta Philippe Coutinho | 0:1 0:2 0:3 0:4 0:5 |

| 34' · 38' · 74' | Gabriel Mercado Sergio Escudero Franco Vázquez |

| 67' · 74' | Andrés Iniesta Sergio Busquets |

| Principal  | Jesús Gil Manzano |
| Asistentes | Nevado Rodríguez  |
|            | Yuste Jiménez     |
| Cuarto     | Del Cerro Grande  |
| Quinto     | Alonso Fernández  |

|                    |     |     |
| Tiros              | 14  | 17  |
| Tiros a puerta     | 5   | 9   |
| Faltas             | 17  | 9   |
| Saques de esquina  | 2   | 7   |
| Penaltis           | 0   | 1   |
| Fueras de juego    | 2   | 4   |
| Posesión del balón | 36% | 64% |

| Alineación inicial |

| 13    | POR   | David Soria       |     |
| 16    | DEF   | Jesús Navas       |     |
| 25    | DEF   | Gabriel Mercado   |     |
| 5     | DEF   | Clément Lenglet   |     |
| 18    | DEF   | Sergio Escudero   |     |
| 17    | MED   | Pablo Sarabia     | 82' |
| 15    | MED   | Steven N'Zonzi    |     |
| 22    | MED   | Franco Vázquez    | 86' |
| 10    | MED   | Éver Banega       |     |
| 11    | MED   | Joaquín Correa    | 46' |
| 20    | DEL   | Luis Muriel       |     |
| D. T. | D. T. | Vincenzo Montella |     |

| 13    | POR   | Jasper Cillessen  |     |
| 20    | DEF   | Sergi Roberto     |     |
| 23    | DEF   | Samuel Umtiti     |     |
| 3     | DEF   | Gerard Piqué      |     |
| 18    | DEF   | Jordi Alba        |     |
| 14    | MED   | Philippe Coutinho | 82' |
| 5     | MED   | Sergio Busquets   | 76' |
| 4     | MED   | Ivan Rakitić      |     |
| 8     | MED   | Andrés Iniesta    | 88' |
| 10    | DEL   | Lionel Messi      |     |
| 9     | DEL   | Luis Suárez       |     |
| D. T. | D. T. | Ernesto Valverde  |     |

| 23 | DEL | Sandro Ramírez | 46' |
| 3  | MED | Miguel Layún   | 82' |
| 24 | MED | Nolito         | 86' |

| 15 | MED | Paulinho        | 76' |
| 11 | DEL | Ousmane Dembélé | 82' |
| 6  | MED | Denis Suárez    | 88' |

| 14' · 31' · 40' · 52' · 69' | Luis Suárez Lionel Messi Luis Suárez Andrés Iniesta Philippe Coutinho | 0:1 0:2 0:3 0:4 0:5 |

| 34' · 38' · 74' | Gabriel Mercado Sergio Escudero Franco Vázquez |

| 67' · 74' | Andrés Iniesta Sergio Busquets |

| Principal  | Jesús Gil Manzano |
| Asistentes | Nevado Rodríguez  |
|            | Yuste Jiménez     |
| Cuarto     | Del Cerro Grande  |
| Quinto     | Alonso Fernández  |

|                    |     |     |
| Tiros              | 14  | 17  |
| Tiros a puerta     | 5   | 9   |
| Faltas             | 17  | 9   |
| Saques de esquina  | 2   | 7   |
| Penaltis           | 0   | 1   |
| Fueras de juego    | 2   | 4   |
| Posesión del balón | 36% | 64% |

| Alineación inicial |

| 13    | POR   | David Soria       |     |
| 16    | DEF   | Jesús Navas       |     |
| 25    | DEF   | Gabriel Mercado   |     |
| 5     | DEF   | Clément Lenglet   |     |
| 18    | DEF   | Sergio Escudero   |     |
| 17    | MED   | Pablo Sarabia     | 82' |
| 15    | MED   | Steven N'Zonzi    |     |
| 22    | MED   | Franco Vázquez    | 86' |
| 10    | MED   | Éver Banega       |     |
| 11    | MED   | Joaquín Correa    | 46' |
| 20    | DEL   | Luis Muriel       |     |
| D. T. | D. T. | Vincenzo Montella |     |

| 13    | POR   | Jasper Cillessen  |     |
| 20    | DEF   | Sergi Roberto     |     |
| 23    | DEF   | Samuel Umtiti     |     |
| 3     | DEF   | Gerard Piqué      |     |
| 18    | DEF   | Jordi Alba        |     |
| 14    | MED   | Philippe Coutinho | 82' |
| 5     | MED   | Sergio Busquets   | 76' |
| 4     | MED   | Ivan Rakitić      |     |
| 8     | MED   | Andrés Iniesta    | 88' |
| 10    | DEL   | Lionel Messi      |     |
| 9     | DEL   | Luis Suárez       |     |
| D. T. | D. T. | Ernesto Valverde  |     |

| 23 | DEL | Sandro Ramírez | 46' |
| 3  | MED | Miguel Layún   | 82' |
| 24 | MED | Nolito         | 86' |

| 15 | MED | Paulinho        | 76' |
| 11 | DEL | Ousmane Dembélé | 82' |
| 6  | MED | Denis Suárez    | 88' |

| 14' · 31' · 40' · 52' · 69' | Luis Suárez Lionel Messi Luis Suárez Andrés Iniesta Philippe Coutinho | 0:1 0:2 0:3 0:4 0:5 |

| 34' · 38' · 74' | Gabriel Mercado Sergio Escudero Franco Vázquez |

| 67' · 74' | Andrés Iniesta Sergio Busquets |

| Principal  | Jesús Gil Manzano |
| Asistentes | Nevado Rodríguez  |
|            | Yuste Jiménez     |
| Cuarto     | Del Cerro Grande  |
| Quinto     | Alonso Fernández  |

|                    |     |     |
| Tiros              | 14  | 17  |
| Tiros a puerta     | 5   | 9   |
| Faltas             | 17  | 9   |
| Saques de esquina  | 2   | 7   |
| Penaltis           | 0   | 1   |
| Fueras de juego    | 2   | 4   |
| Posesión del balón | 36% | 64% |

| Alineación inicial |

|                |
|                |
| Campeón        |
| F.C. Barcelona |
| 30.º título    |

## Estadísticas

### Tabla de goleadores
| \| Pos. \| Jugador \| Goles \| Part. \| Prom. \| \| Club \| Club \| \| ---- \| ----------------- \| ----- \| ----- \| ----- \| \| ------------------ \| --------- \| \| 1 \| Víctor Curto \| 6 \| 3 \| 2.00 \| \| Real Murcia C. F. \| Eliminado \| \| 2 \| Luis Suárez \| 5 \| 6 \| 0.83 \| \| F. C. Barcelona \| Campeón \| \| = \| Joaquín Correa \| 5 \| 8 \| 0.63 \| \| Sevilla F. C. \| Eliminado \| \| 4 \| Munir El Haddadi \| 4 \| 4 \| 1.00 \| \| Deportivo Alavés \| Eliminado \| \| = \| Lionel Messi \| 4 \| 6 \| 0.67 \| \| F. C. Barcelona \| Campeón \| \| 6 \| Juan Carlos Real \| 3 \| 3 \| 1.00 \| \| C. D. Tenerife \| Eliminado \| \| = \| Ermedin Demirovic \| 3 \| 3 \| 1.00 \| \| Deportivo Alavés \| Eliminado \| \| = \| José Arnaiz \| 3 \| 4 \| 0.75 \| \| F. C. Barcelona \| Campeón \| \| = \| Lolo Plá \| 3 \| 4 \| 0.75 \| \| Elche C. F. \| Eliminado \| \| = \| Jonathan Calleri \| 3 \| 4 \| 0.75 \| \| U. D. Las Palmas \| Eliminado \| \| = \| Santi Mina \| 3 \| 5 \| 0.60 \| \| Valencia C. F. \| Eliminado \| \| = \| Lucas Vázquez \| 3 \| 5 \| 0.60 \| \| Real Madrid C. F. \| Eliminado \| \| = \| Rodrigo \| 3 \| 6 \| 0.50 \| \| Valencia C. F. \| Eliminado \| \| = \| Luciano Vietto \| 3 \| 6 \| 0.50 \| \| Valencia C. F. \| Eliminado \| \| = \| Borja Mayoral \| 3 \| 6 \| 0.50 \| \| Real Madrid C. F. \| Eliminado \| \| = \| Gerard Moreno \| 3 \| 6 \| 0.50 \| \| R. C. D. Espanyol \| Eliminado \| \| = \| David Barral \| 3 \| 6 \| 0.50 \| \| Cádiz C. F. \| Eliminado \| \| = \| Fernando Torres \| 3 \| 6 \| 0.50 \| \| Atlético de Madrid \| Eliminado \| \| = \| Wissam Ben Yedder \| 3 \| 6 \| 0.50 \| \| Sevilla F. C. \| Eliminado \| Actualizado a 21 de abril de 2018. |                   |       |       |       |  |                    |           |
| Pos. | Jugador           | Goles | Part. | Prom. |  | Club               | Club      |
| 1 | Víctor Curto      | 6     | 3     | 2.00  |  | Real Murcia C. F.  | Eliminado |
| 2 | Luis Suárez       | 5     | 6     | 0.83  |  | F. C. Barcelona    | Campeón   |
| = | Joaquín Correa    | 5     | 8     | 0.63  |  | Sevilla F. C.      | Eliminado |
| 4 | Munir El Haddadi  | 4     | 4     | 1.00  |  | Deportivo Alavés   | Eliminado |
| = | Lionel Messi      | 4     | 6     | 0.67  |  | F. C. Barcelona    | Campeón   |
| 6 | Juan Carlos Real  | 3     | 3     | 1.00  |  | C. D. Tenerife     | Eliminado |
| = | Ermedin Demirovic | 3     | 3     | 1.00  |  | Deportivo Alavés   | Eliminado |
| = | José Arnaiz       | 3     | 4     | 0.75  |  | F. C. Barcelona    | Campeón   |
| = | Lolo Plá          | 3     | 4     | 0.75  |  | Elche C. F.        | Eliminado |
| = | Jonathan Calleri  | 3     | 4     | 0.75  |  | U. D. Las Palmas   | Eliminado |
| = | Santi Mina        | 3     | 5     | 0.60  |  | Valencia C. F.     | Eliminado |
| = | Lucas Vázquez     | 3     | 5     | 0.60  |  | Real Madrid C. F.  | Eliminado |
| = | Rodrigo           | 3     | 6     | 0.50  |  | Valencia C. F.     | Eliminado |
| = | Luciano Vietto    | 3     | 6     | 0.50  |  | Valencia C. F.     | Eliminado |
| = | Borja Mayoral     | 3     | 6     | 0.50  |  | Real Madrid C. F.  | Eliminado |
| = | Gerard Moreno     | 3     | 6     | 0.50  |  | R. C. D. Espanyol  | Eliminado |
| = | David Barral      | 3     | 6     | 0.50  |  | Cádiz C. F.        | Eliminado |
| = | Fernando Torres   | 3     | 6     | 0.50  |  | Atlético de Madrid | Eliminado |
| = | Wissam Ben Yedder | 3     | 6     | 0.50  |  | Sevilla F. C.      | Eliminado |

### Asistencias de gol
Los jugadores con más asistencias de gol fueron Lionel Messi con 4, Paulo Henrique Ganso con 3, Pablo Sarabia con 3, Cristóbal Márquez con 3, y Jordi Alba con 3.